# 2. ŽNL Bjelovarsko-bilogorska 2013./14.
Ovaj članak je podtema članka: 5. rang HNL-a 2013./14.

2. ŽNL Bjelovarsko-bilogorska u sezoni 2013./14. je predstavljala ligu drugog stupnja županijske lige u Bjelovarsko-bilogorskoj županiji, te ligu petog stupnja hrvatskog nogometnog prvenstva. 
 
Liga je igrana u dvije skupine: 
 
- "Istok" – 12 klubova, prvak "Trnski" iz Nove Rače 
 
- "Sjever" – 12 klubova, prvak "Skok" iz Novih Skucana

## Jug

### Ljestvica
| mj. | klub                             | ut. | pob. | ner. | por. | gol+ | gol- | bod | bod- |
| --- | -------------------------------- | --- | ---- | ---- | ---- | ---- | ---- | --- | ---- |
| 1.  | Trnski Nova Rača                 | 22  | 15   | 4    | 3    | 28   | 27   | 49  |      |
| 2.  | Mlinar Gornji Sređani            | 22  | 14   | 5    | 3    | 72   | 23   | 47  |      |
| 3.  | Brestovac (Garešnički Brestovac) | 22  | 13   | 4    | 5    | 60   | 35   | 43  |      |
| 4.  | Mladost-Nada Hrastovac           | 22  | 12   | 3    | 7    | 50   | 40   | 39  |      |
| 5.  | Gordowa Veliki Grđevac           | 22  | 11   | 4    | 7    | 50   | 36   | 37  |      |
| 6.  | Bilogora 91 Grubišno Polje       | 22  | 10   | 5    | 7    | 44   | 37   | 35  |      |
| 7.  | Tomislav Đulovac                 | 22  | 7    | 4    | 11   | 40   | 53   | 25  |      |
| 8.  | Ribar Končanica                  | 22  | 8    | 1    | 13   | 33   | 47   | 25  |      |
| 9.  | Lasta Palešnik                   | 22  | 6    | 6    | 10   | 32   | 56   | 24  |      |
| 10. | Dinamo Dežanovac                 | 22  | 7    | 2    | 13   | 41   | 68   | 21  | -2   |
| 11. | Sokol (Sokolovac)                | 22  | 5    | 3    | 14   | 36   | 50   | 18  |      |
| 12. | Mladost Daruvarski Brestovac     | 22  | 2    | 3    | 17   | 18   | 62   | 9   |      |

### Rezultatska križaljka
| kratica | klub                             | BIL | BRE | DIN | GOR | LAS | MLADB | MLANH | MLI | RIB | SOK | TOM | TRN |
| --- | -------------------------------- | --- | --- | --- | --- | --- | ----- | ----- | --- | --- | --- | --- | --- |
| BIL | Bilogora 91 Grubišno Polje       |     |     |     |     |     |       |       |     |     |     |     |     |
| BRE | Brestovac (Garešnički Brestovac) |     |     |     |     |     |       |       |     |     |     |     |     |
| DIN | Dinamo Dežanovac                 |     |     |     |     |     |       |       |     |     |     |     |     |
| GOR | Gordowa Veliki Grđevac           |     |     |     |     |     |       |       |     |     |     |     |     |
| LAS | Lasta Palešnik                   |     |     |     |     |     |       |       |     |     |     |     |     |
| MLADB | Mladost Daruvarski Brestovac     |     |     |     |     |     |       |       |     |     |     |     |     |
| MLANH | Mladost-Nada Hrastovac           |     |     |     |     |     |       |       |     |     |     |     |     |
| MLI | Mlinar Gornji Sređani            |     |     |     |     |     |       |       |     |     |     |     |     |
| RIB | Ribar Končanica                  |     |     |     |     |     |       |       |     |     |     |     |     |
| SOK | Sokol (Sokolovac)                |     |     |     |     |     |       |       |     |     |     |     |     |
| TOM | Tomislav Đulovac                 |     |     |     |     |     |       |       |     |     |     |     |     |
| TRN | Trnski Nova Rača                 |     |     |     |     |     |       |       |     |     |     |     |     |
| |                                  |     |     |     |     |     |       |       |     |     |     |     |     |
| podebljan rezultat - utakmice od 1. do 11. kola (1. utakmica između klubova) rezultat normalne debljine - utakmice od 12. do 22. kola (2. utakmica između klubova) rezultat nakošen - nije vidljiv redoslijed odigravanja međusobnih utakmica iz dostupnih izvora rezultat smanjen * - iz dostupnih izvora nije uočljiv domaćin susreta prekrižen rezultat - poništena ili brisana utakmica p - utakmica prekinuta 3:0 p.f. / 0:3 p.f. - rezultat 3:0 bez borbe n.i. - nije igrano |                                  |     |     |     |     |     |       |       |     |     |     |     |     |

 Izvori: 

## Sjever

### Ljestvica
| mj. | klub                        | ut. | pob. | ner. | por. | gol+ | gol- | bod |
| --- | --------------------------- | --- | ---- | ---- | ---- | ---- | ---- | --- |
| 1.  | Skok Skucani (Novi Skucani) | 22  | 17   | 2    | 3    | 66   | 20   | 53  |
| 2.  | Draganec (Gornji Draganec)  | 22  | 14   | 3    | 5    | 57   | 25   | 45  |
| 3.  | Napredak Rajić              | 22  | 14   | 0    | 8    | 76   | 44   | 42  |
| 4.  | TOSK Tuk                    | 22  | 10   | 8    | 4    | 50   | 32   | 38  |
| 5.  | Šandrovac                   | 22  | 10   | 4    | 8    | 47   | 39   | 34  |
| 6.  | BŠK Brezovac                | 22  | 10   | 4    | 8    | 39   | 35   | 34  |
| 7.  | Zrinski (Zrinski Topolovac) | 22  | 10   | 4    | 8    | 40   | 42   | 34  |
| 8.  | Croatia Klokočevac          | 22  | 7    | 7    | 8    | 28   | 36   | 28  |
| 9.  | Ivanska                     | 22  | 5    | 5    | 12   | 31   | 55   | 20  |
| 10. | Bilogora Kapela             | 22  | 5    | 4    | 13   | 27   | 55   | 19  |
| 11. | Mladost Nova Ploščica       | 22  | 4    | 3    | 15   | 31   | 64   | 15  |
| 12. | Dapci                       | 22  | 3    | 2    | 17   | 26   | 71   | 11  |

### Rezultatska križaljka
| kratica | klub                        | BIL | BŠK | CRO | DAP | DRA | IVA | MLA | NAP | SOK | ŠAN | TOSK | ZRI |
| --- | --------------------------- | --- | --- | --- | --- | --- | --- | --- | --- | --- | --- | ---- | --- |
| BIL | Bilogora Kapela             |     |     |     |     |     |     |     |     |     |     |      |     |
| BŠK | BŠK Brezovac                |     |     |     |     |     |     |     |     |     |     |      |     |
| CRO | Croatia Klokočevac          |     |     |     |     |     |     |     |     |     |     |      |     |
| DAP | Dapci                       |     |     |     |     |     |     |     |     |     |     |      |     |
| DRA | Draganec (Gornji Draganec)  |     |     |     |     |     |     |     |     |     |     |      |     |
| IVA | Ivanska                     |     |     |     |     |     |     |     |     |     |     |      |     |
| MLA | Mladost Nova Ploščica       |     |     |     |     |     |     |     |     |     |     |      |     |
| NAP | Napredak Rajić              |     |     |     |     |     |     |     |     |     |     |      |     |
| SOK | Skok (Novi Skucani)         |     |     |     |     |     |     |     |     |     |     |      |     |
| ŠAN | Šandrovac                   |     |     |     |     |     |     |     |     |     |     |      |     |
| TOSK | TOSK Tuk                    |     |     |     |     |     |     |     |     |     |     |      |     |
| ZRI | Zrinski (Zrinski Topolovac) |     |     |     |     |     |     |     |     |     |     |      |     |
| |                             |     |     |     |     |     |     |     |     |     |     |      |     |
| podebljan rezultat - utakmice od 1. do 11. kola (1. utakmica između klubova) rezultat normalne debljine - utakmice od 12. do 22. kola (2. utakmica između klubova) rezultat nakošen - nije vidljiv redoslijed odigravanja međusobnih utakmica iz dostupnih izvora rezultat smanjen * - iz dostupnih izvora nije uočljiv domaćin susreta prekrižen rezultat - poništena ili brisana utakmica p - utakmica prekinuta 3:0 p.f. / 0:3 p.f. - rezultat 3:0 bez borbe n.i. - nije igrano |                             |     |     |     |     |     |     |     |     |     |     |      |     |

 Izvori: 

## Vanjske poveznice
- nsbbz.hr, Nogometni savez Bjelovarsko-bilogorske županije